# Richard Estigarribia
Richard Estigarribia est un footballeur paraguayen né le 15 août 1982 à Itauguá. Il évolue au poste d'attaquant.

## Biographie
Richard Estigarribia joue au Paraguay, au Japon, Chili, au Pérou, en Équateur, et en Bolivie.
Il inscrit 17 buts dans le championnat du Pérou en 2007, puis 23 buts dans ce même championnat en 2009. Il marque ensuite 14 buts dans le championnat d'Équateur en 2010.
Il dispute cinq matchs en Copa Libertadores et deux en Copa Sudamericana, sans inscrire de but.

## Palmarès
- Champion du Chili en 2004 (Tournoi de clôture) avec le CD Cobreloa
- Meilleur buteur du championnat du Pérou en 2009 avec 23 buts